# Johannes Hevelius

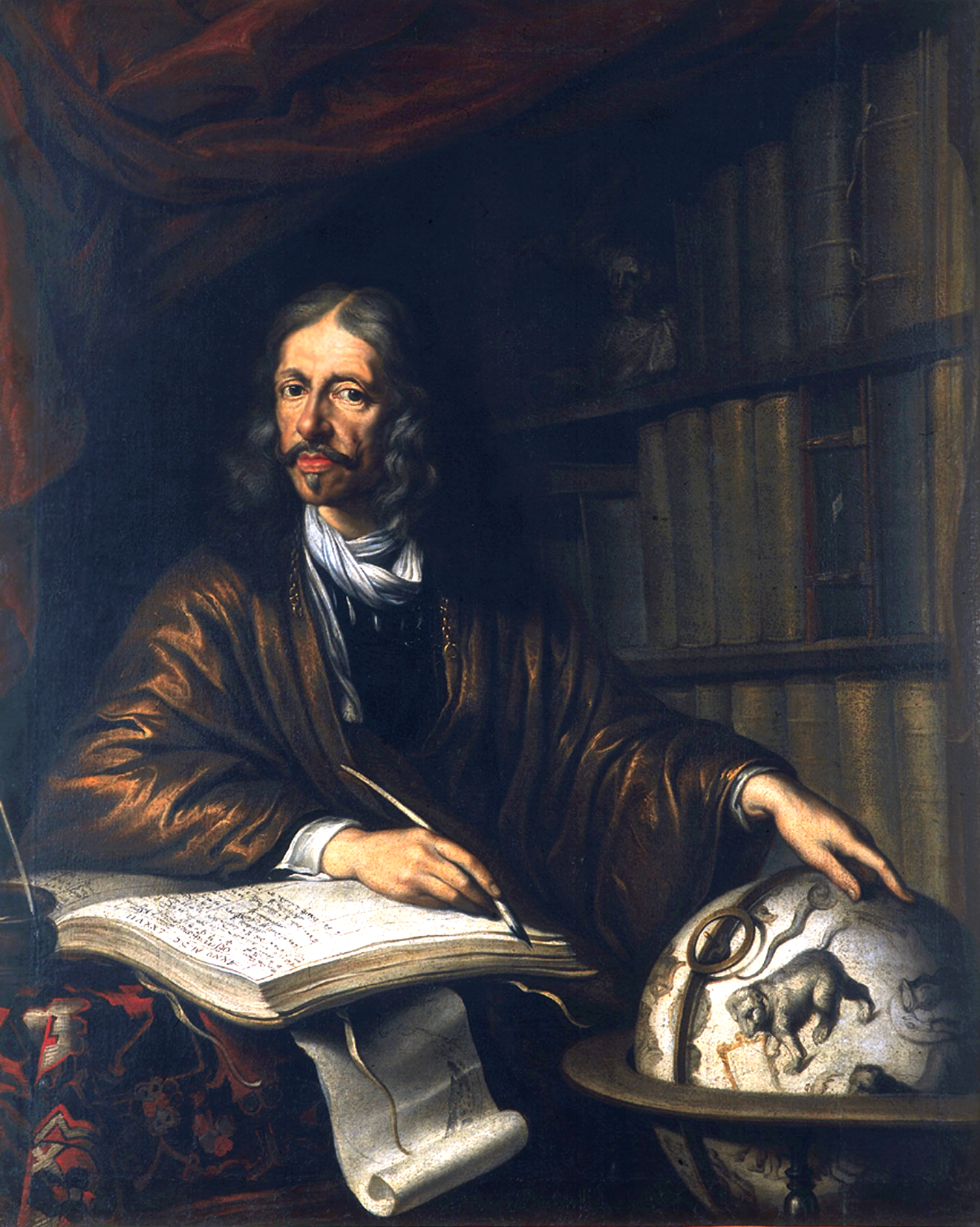
Johannes Hevelius
(1677), Daniel Schultz

Johannes Hevelius, Duits: Johannes Hevel of Johann Hewelcke, Pools: Jan Heweliusz (Danzig, 28 januari 1611 – aldaar, 28 januari 1687) was een Duits-Pools astronoom en burgemeester van Danzig (nu Gdańsk). De astronome Elisabeth Hevelius was zijn tweede echtgenote.
Hevelius werd in Danzig geboren, dat toen tot het Pools-Litouwse Gemenebest behoorde, en studeerde in onder andere Nederland (aan de Universiteit van Leiden), Engeland en Frankrijk om vanaf 1634 weer in Danzig te wonen. Hoewel hij actief participeerde in het stadsbestuur van zijn geboortestad en het zelfs tot burgemeester bracht lag zijn voornaamste interesse bij de astronomie. In 1641 bouwde hij zijn eigen sterrenwacht en fabriceerde hij zelf zijn telescopen.

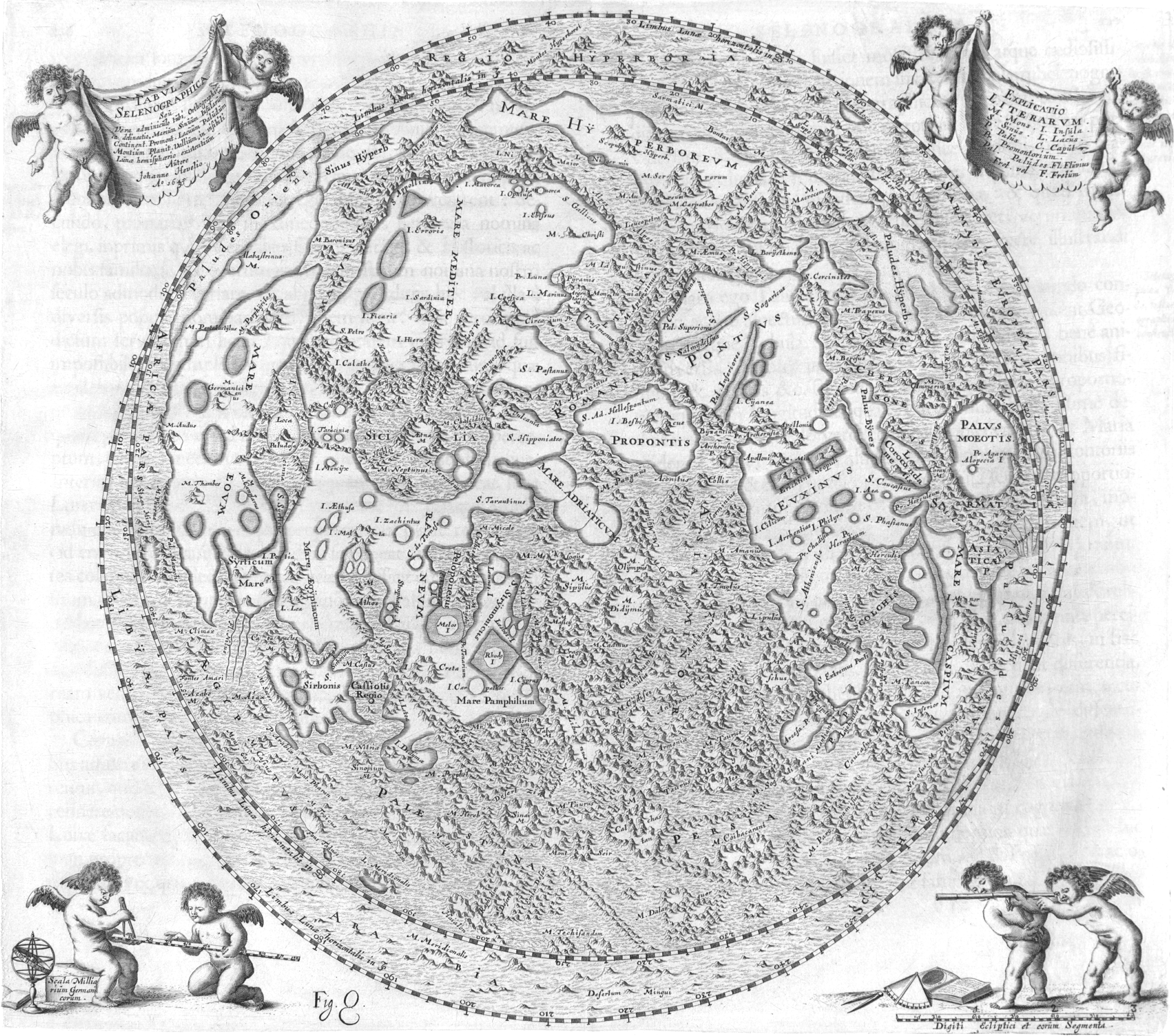
Kaart van de Maan van de hand van Hevelius uit 1647

Hevelius publiceerde in 1647 het resultaat van zijn 4 jaar durende cartografisch onderzoek van de Maan onder de titel Selenographia sive Lunae Descriptio. Hij ontdekte hierbij tevens de libratie van de Maan.
Tijdens zijn cartografisch werk van de hemel introduceerde Hevelius een aantal sterrenbeelden die heden ten dage nog in gebruik zijn waaronder Jachthonden en Sextant. Hij eerde zijn broodheer, de Poolse koning Jan Sobieski met het vernoemen van sterrenbeeld Scutum Sobieski, "Schild van Sobieski".
Hevelius correspondeerde met vele tientallen wetenschappers, zoals Christiaan Huygens en Dirck Rembrantsz van Nierop.
In 1679 verwoestte een brand een groot deel van zijn instrumentarium en boeken. Hoewel hij zijn observatorium herbouwde kwam Hevelius zijn verlies nooit helemaal te boven. Op zijn 76e verjaardag kwam hij te overlijden. Postuum werd nog zijn Prodromus astronomiae gepubliceerd, een catalogus van 1564 sterren.

## Publicaties
- Selenographia, sive, Lunae descriptio (1647) : atlas van de maan
- Epistolae (1654)
- Dissertatio de nativa Saturnae facie (1656)
- Mercurius in Sole visus Gedani (1662) : beschrijving van een transit van Mercurius zoals door hem waargenomen in Gdańsk. In dit boek neemt Hevelius ook het werk Venus in Sole Visa van Jeremiah Horrocks op over de Venusovergang van 1639.
- Historiola Mirae (1662), – hierin noemde hij de periodisch-veranderlijke ster Omicron Ceti "Mira", of "de Wonderbaarlijke"
- Prodromus cometicus (1665)
- Cometographia (1668)
- Machina coelestis : het eerste deel (1673), bevat een beschrijving van zijn instrumentarium; het tweede deel (1679) is uiterst zeldzaam. Bijna alle uitgaven werden vernield bij de brand van 1679 .
- Annus climactericus (1685), beschrijft de brand van 1679, en bevat observaties door Hevelius van de veranderlijke ster Mira
- Prodromus astronomiae (1690), zijn postuum gepubliceerde catalogus met 1564 sterren
- Firmamentum Sobiescianum (1690), een sterrenatlas met 56 kaarten, die overeenstemt met zijn catalogus. Het bevat zeven nieuwe sterrenbeelden, door hem voorgesteld, waarvan enkele nog gebruikt worden

- Bibsys: 2119139
- Biblioteca Nacional de España: XX5477604
- Bibliothèque nationale de France: cb121054498 (data)
- Catàleg d'autoritats de noms i títols de Catalunya: 981058509847006706
- CiNii: DA07215173
- Digitale Bibliotheek voor de Nederlandse Letteren: heve011
- Gemeinsame Normdatei: 119431416
- International Standard Name Identifier: 0000 0001 1770 1928
- Library of Congress Control Number: n80117341
- Nationale Bibliotheek van Tsjechië: xx0070228
- Nationale bibliotheek van Australië: 36000095
- Nationale Bibliotheek van Israël: 987007262673805171
- Nationale Bibliotheek van Polen: a0000001179274
- Nationale en Universitaire bibliotheek Zagreb: 000332017
- Nederlandse Thesaurus van Auteursnamen: 070327572
- RKD-Nederlands Instituut voor Kunstgeschiedenis: 38188
- Istituto Centrale per il Catalogo Unico: PUVV188679
- LIBRIS: 60776
- SNAC: w69p363g
- Système universitaire de documentation: 067058566
- Trove: 1179225
- Union List of Artist Names: 500060423
- Virtual International Authority File: 73883445
- WorldCat: E39PBJvXkMrjMpdqtPWfddFR8C